# Sleep Cycle
Sleep Cycle je první sólové studiové album amerického hudebníka Joshe Dibba, který vystupuje pod přezdívkou Deakin. Vydalo jej v dubnu 2016 vydavatelství My Animal Home. Dibb na albu začal pracovat již v roce 2009. Tehdy založil crowdfundingovou kampaň na serveru Kickstarter. Když ani po třech letech, v roce 2012, podporovatelé nedostali své odměny, začali si stěžovat. Dibb se následně omluvil. Dibb později také uvedl, že většinu peněz z crowdfundingu věnoval charitě a album ve skutečnosti financoval sám. Autory obalu alba jsou Rob Carmichael a Greg St. Pierre.

## Seznam skladeb
| Pořadí | Název         | Délka |
| ------ | ------------- | ----- |
| 1.     | Golden Chords | 6:29  |
| 2.     | Just Am       | 8:08  |
| 3.     | Shadow Mine   | 1:15  |
| 4.     | Footy         | 7:19  |
| 5.     | Seed Song     | 3:12  |
| 6.     | Good House    | 7:05  |